# Jeleniec (Jeleniec)
Jeleniec – osada wsi Jeleniec w Polsce, położona w województwie lubelskim, w powiecie łukowskim, w gminie Stanin.
W latach 1975–1998 osada administracyjnie należała do województwa siedleckiego.